# Dona Xepa (2013)
Dona Xepa é uma telenovela brasileira produzida pela Record e exibida de 21 de maio a 24 de setembro de 2013 em 91 capítulos. Substituiu Balacobaco e foi substituída por Pecado Mortal, sendo a 21ª novela exibida pela emissora desde a retomada da dramaturgia em 2004.
Escrita por Gustavo Reiz, com colaboração de Joaquim Assis, Mário Vianna, Mariana Vielmond, Valéria Motta e Aline Garbati. A direção foi de Régis Faria, Rudi Lagemann e Nádia Bambirra, sob a direção geral de Ivan Zettel. Baseada na peça teatral de 1952 escrita por Pedro Bloch, é a segunda adaptação da obra, após a telenovela de 1977 de Gilberto Braga.
Conta com Ângela Leal, Thaís Fersoza, Arthur Aguiar, Emilio Dantas, Márcio Kieling, Luíza Tomé, Maurício Mattar e Gabriela Durlo  nos papeis principais da trama.

## Enredo
Carlota Losano, apelidada de Dona Xepa (Ângela Leal), é uma cômica feirante que criou sozinha os filhos, Rosália (Thaís Fersoza) e Édison (Arthur Aguiar), após ter sido abandonada pelo marido, o crápula Esmeraldino (José Dumont). Ela ganhou esse apelido por distribuir as sobras de sua barraca aos pobres. Mulher batalhadora e de pouco estudo, Xepa ama os filhos incondicionalmente, mas sofre com a indiferença deles, que se envergonham do jeito simplório da mãe. Rosália é uma alpinista social, formada em advocacia, bonita, ambiciosa, que detesta a realidade em que vive e faz de tudo para se infiltrar na alta sociedade. Já Édison é estudante de arquitetura, que luta para conquistar seu sonhos e reconhece o sacrifício da mãe, sendo incapaz de prejudica-lá, ao contrário de Rosália.
A trama de Xepa e seus filhos entrelaça-se com a dos Pantaleão, uma tradicional família paulistana, liderada pelo empresário Júlio César (Maurício Mattar) e sua esposa, a excêntrica perua Meg (Luíza Tomé), donos do empório Sabor e Luxo. O primogênito Victor Hugo (Márcio Kieling) está de casamento marcado com Isabela (Gabriela Durlo), até cair nas graças de Rosália, que apaixona-se pelo rapaz e está disposta a tudo para conquista-lo. Ela finge ser rica e se passa por amiga de Isabela, que acredita nas mentiras da moça e a introduz no berço da família. Já a caçula dos Pantaleão, Lyris (Rayana Carvalho), é uma estudante idealista que detesta Édison devido ao rapaz esconder sua origem humilde dos outros colegas, porém acaba se apaixonando por ele.
Na Vila do Antigo Bonde, vivem Dorivaldo (Bemvindo Sequeira), solteirão que administra a casa de shows Chorivaldo e é apaixonado por Xepa, embora ela o veja apenas como um grande amigo; as comadres Matilda (Bia Montez) e Terezinha (Manoelita Lustosa) – a primeira é amiga antiga de Xepa, porém as duas vivem as turras e trocando alfinetadas, principalmente na hora das vendas na feira –; já a segunda é uma pasteleira que afirma ser japonesa legítima, embora possua traços nordestinos, e é apaixonado pelo padeiro italiano Ângelo (Castrinho). Ainda há a filha de Matilda, Dafne (Robertha Portella), jovem bela e destrambelhada, que sonha em ser famosa e assume a identidade da mulher-fruta Tutti-Frutti, disposta a conquistar a fama. Ao longo da trama ela se envolve em um quadrado amoroso com três homens: seu melhor amigo, o mecânico homossexual Graxinha (Augusto Garcia), o ex-cantor sertanejo e dono de um mini-spa Robério Escovão (Alexandre Barillari), e o professor universitário Miro (Gustavo Morethzon); Dafne tenta descobrir qual dos três homens é o pai de sua filha Gisele (Ana Clara Pintor).
A amargurada Pérola (Angelina Muniz), mãe de Isabela, teve um caso com Júlio César na juventude e tiveram um filho. Seu marido, o corrupto deputado Feliciano (Giuseppe Oristanio) afirma que o bebê está morto, embora Pérola não acredite nisso. Feliciano é um falastão que se faz passar por amigo dos moradores da Vila do Antigo Bonde, mas na verdade planeja demolir todo o local. François (Gabriel Gracindo) é um rapaz ambicioso e sem escrúpulos que trabalha na Sabor e Luxo e planeja alcançar um cargo mais alto na empresa. Ele foi criado pela modista francesa Catherine (Ittala Nandi), sem nem desconfiar ser o filho perdido de Pérola e Júlio César. Funcionária explorada por Catherine, Yasmin (Pérola Faria) é uma jovem que sonha ser uma estilista famosa, e namora Édison desde a adolescência, morrendo de medo de perdê-lo. Já Benito (Emílio Dantas) é um rapaz honesto que trabalha como office-boy e é apaixonado desde criança por Rosália, que sempre o rejeitou por ele ser pobre.

## Produção
Em setembro de 2012, a Record adquiriu os direitos da peça teatral Dona Xepa, que deu origem à trama de 1977. De inicio, cogitou-se que Carlos Lombardi, na época recém contratado da emissora, poderia trabalhar nesta nova adaptação, que fora anunciada como uma trama mais curta. Esta é a terceira adaptação da obra para a televisão, anteriormente, Lua Cheia de Amor também era um adaptação de Dona Xepa. Para o escritor Gustavo Reiz, não se trata de um remake da versão homônima de 1977, mas sim de uma nova adaptação da peça homônima; ele introduziu modernidades na trama como um vídeo de Xepa que vai parar no Youtube, e até mesmo o entrecho da mulheres-frutas (dançarinas com nomes de fruta). Eliana de Lima interpretou o tema de abertura "A Xepa", regravação da original de Ruy Maurity utilizada na primeira versão.

### Escolha de elenco
A atriz Ângela Leal, que havia atuado como Regina na primeira versão da trama, foi anunciada como a protagonista Xepa, enquanto ainda concluía sua participação na antecessora, Balacobaco. No entanto, as atrizes Lucinha Lins e Jussara Freire também foram consideradas para o papel da feirante. A atriz Thaís Fersoza estava reservada para Pecado Mortal, porém fora remanejada para interpretar a vilã Rosália. Arthur Aguiar, Pérola Faria, Rayana Carvalho e Augusto Garcia foram reservados para a trama após o sucesso de seus personagens em Rebelde; enquanto a então dançarina Robertha Portella, que anteriormente havia participado do reality show A Fazenda, fez sua estreia em novelas.

### Gravações
Dona Xepa foi a primeira novela da RecordTV a usar o recurso de câmera 24 quadros por minuto, algo que já vinha sendo utilizado pela Rede Globo, proporcionando imagens mais próximas às do cinema. A emissora ainda terceirizou a captação de imagens da cidade de São Paulo.

## Exibição

### Reprises
Foi reexibida de 27 de julho a 6 de novembro de 2015, em 75 capítulos, sendo substituída por Chamas da Vida ás 15h30, inaugurando junto com Prova de Amor a faixa de reprises da Record, que substituiu o Programa da Tarde.
Foi reprisada na Rede Família, canal irmão da RecordTV, de 8 de novembro de 2021 a 4 de março de 2022, em 85 capítulos, sendo substituída por A Escrava Isaura na faixa das 22h, com maratona aos domingos.

### Exibição internacional
- Angola - RecordTV África
- Cabo Verde - RecordTV Cabo Verde
- República Dominicana - Antena Latina
- Japão - RecordTV Japan
- União Europeia - RecordTV Europa
- Moçambique - TV Miramar
- Portugal - Record Portugal / RTP1
- Uruguai - Teledoce
- Honduras - VTV
- Chile - Televisión Nacional de Chile

## Elenco
| Intérprete          | Personagem                              |
| ------------------- | --------------------------------------- |
| Ângela Leal         | Carlota Losano Coelho (Dona Xepa)       |
| Thaís Fersoza       | Rosália Losano Coelho / Rosa Passarelli |
| Arthur Aguiar       | Édison Losano Coelho                    |
| Emilio Dantas       | Benito de Souza                         |
| Márcio Kieling      | Victor Hugo Pantaleão                   |
| Gabriela Durlo      | Isabela Castro e Barros                 |
| Rayana Carvalho     | Lyris Pantaleão                         |
| Luíza Tomé          | Magnólia Pantaleão (Meg)                |
| Maurício Mattar     | Júlio César Pantaleão                   |
| Giuseppe Oristanio  | Deputado Feliciano Castro e Barros      |
| Angelina Muniz      | Pérola Castro e Barros                  |
| Pérola Faria        | Yasmin da Silva                         |
| Ittala Nandi        | Catherine Fontaine                      |
| Bemvindo Sequeira   | Dorivaldo de Souza                      |
| José Dumont         | Esmeraldino Losano                      |
| Bia Montez          | Matilda Batista                         |
| Gabriel Gracindo    | François Fontaine                       |
| Alexandre Barillari | Robério Escova (Escovão)                |
| Robertha Portella   | Dafne Batista (Mulher Tutti-Frutti)     |
| Augusto Garcia      | João das Graças (Graxinha)              |
| Marcela Muniz       | Geni                                    |
| Manoelita Lustosa   | Terezinha Cho                           |
| Castrinho           | Ângelo Lazarini                         |
| Jeniffer Setti      | Inocência (Mulher Broa)                 |
| Guga Coelho         | Miro                                    |
| Diego Montez        | Rick Coutinho                           |
| Manuela Duarte      | Cíntia Lopes                            |
| Raphael Montagner   | Leandro                                 |
| Aracy Cardoso       | Alda                                    |
| Ana Zettel          | Lady Maria                              |
| Alessandra Loyola   | Camila                                  |
| Jefferson Brasil    | Tairone                                 |
| Daniela Pessoa      | Chiara                                  |
| Ricardo Ferreira    | Galeto                                  |
| Ana Carolina Rainha | Jezebel                                 |
| Antônio Rocha Filho | Amadeu                                  |
| Ana Clara Pintor    | Gisele Batista da Graça                 |

### Participações especiais
| Intérprete       | Personagem                     |
| ---------------- | ------------------------------ |
| Juan Alba        | Marcos Albuquerque             |
| Bianca Castanho  | Beatriz Sampaio                |
| Rita Cadillac    | Dagmara Escova (Dona Escovona) |
| Bruno Padilha    | Dr. René                       |
| Alexandre Liuzzi | Fiscal Lancelote               |
| Cláudio Cinti    | Deputado Vassouras             |
| Marília Martins  | Carla Amorim                   |
| Aninha Melo      | Fernanda                       |
| Junior Vieira    | Vinícius                       |
| Yago Lopes       | Alexandre                      |
| Nanda Oliveira   | Bruna                          |
| Juliana David    | Sophia                         |
| João Garrel      | Fuinha                         |
| Jack Berraquero  | Bandido                        |
| Aldo Perrota     | Apresentador de TV             |
| Sara Sarres      | Mulher de Marcos               |
| Letícia Braga    | Rosália (criança)              |

## Música
Segue abaixo a lista das músicas que integram a trilha sonora de Dona Xepa:
Lista de faixas
| N.º | Título                          | Música                                                   | Personagem tema       | Duração |  |
| 1.  | "A Xepa"                        | Eliana de Lima                                           | Abertura              | 2:10    |  |
| 2.  | "Ninguém Segura Essa Mulher"    | Katinguelê                                               | Meg                   | 2:55    |  |
| 3.  | "Trem das Onze"                 | Demônios da Garoa                                        | Vila do Antigo Bonde  | 2:48    |  |
| 4.  | "Elle"                          | Claudia Corona                                           | Victor Hugo e Isabela | 4:22    |  |
| 5.  | "Mulher Brasileira"             | Rodrigo Vellozo (participação de Benito di Paula)        | Dafne                 | 2:31    |  |
| 6.  | "Nossa Canção (Preste Atenção)" | Luiz Ayrão                                               | Xepa                  | 4:03    |  |
| 7.  | "Invejoso"                      | Arnaldo Antunes                                          | François              | 5:03    |  |
| 8.  | "Perigo"                        | Nico Rezende                                             | Pérola                | 3:13    |  |
| 9.  | "Magnetismo"                    | Ricardo e João Fernando                                  | Geral                 | 3:03    |  |
| 10. | "Coisa Boa"                     | Ataíde e Alexandre (com participação de Maurício Mattar) | Benito                | 3:27    |  |
| 11. | "Só Pra Provocar"               | Laire Moraes                                             | Robério Escovão       | 2:25    |  |
| 12. | "Tiro ao Álvaro"                | Pitty                                                    | Geral                 | 2:06    |  |

Outras canções não incluídas na trilha sonora
- "Top Top" – Zélia Duncan (tema de Rosália)
- "Dia Especial" – Natiruts (tema de Édison e Lys)
- "Fairy Tale" – College 11 (tema de Yasmin)
- "Mulher Tutti-Fruti" – Israel Lucero (tema de Dafne)

## Recepção

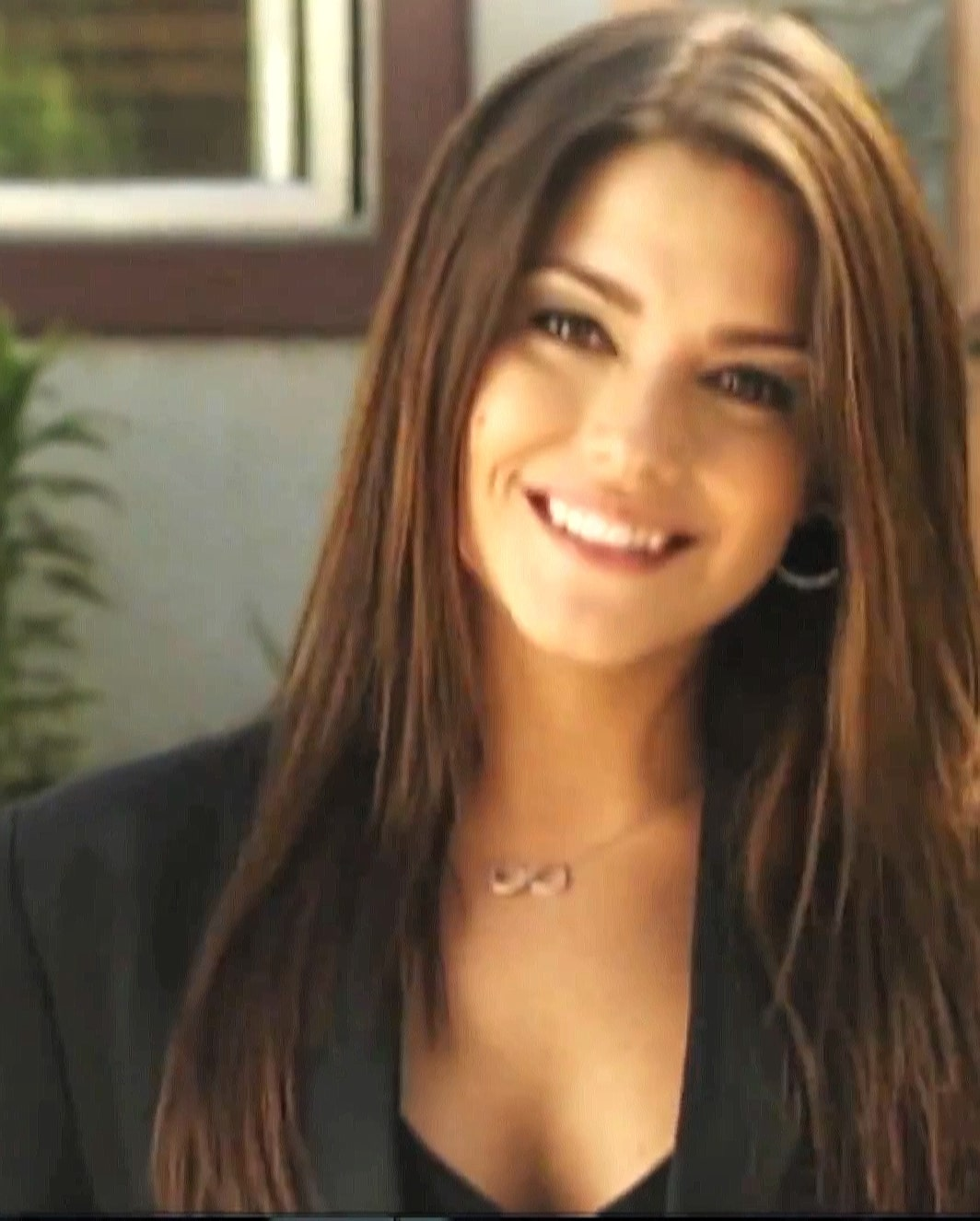
A atriz Thaís Fersoza foi elogiada por sua atuação como a antagonista Rosália.

Segundo a atriz Ângela Leal, durante uma entrevista ao programa Sem Censura, a trama sofreu com baixa audiência e repercussão devido ao horário imposto pela emissora.
"A Xepa poderia ter um resultado muito melhor. Ela estava sendo preparada para abrir o horário das 19h. Já estava tudo mais ou menos feito e, de repente, veio a notícia de que a gente iria entrar às 22h15 no lugar do 'Balacobaco' porque não tinha tempo para a novela do Carlos Lombardi ficar pronta. Era muito estranho porque entrava o C.S.I., com mortes, cadáveres e sangue, depois vinha a música alegre do 'Final de Feira'. Não dava grade. E depois entrava 'A Fazenda' com todas as baixarias possíveis e imagináveis, com cuspe. A novela ficava ali perdida, imprensada. Se tivesse sido exibida às 19h, o resultado teria sido muito melhor"
A atriz também citou o período de reestruturação da emissora, que cortou muitas pessoas da equipe ao longo da trama, como um motivo para a baixa repercussão.
O ator Maurício Mattar tornou-se meme na internet após uma participação no Programa da Tarde; o ator perguntou a plateia quem assistia a trama e ficou no vácuo.
Em seu blog, o jornalista Nilson Xavier também citou o horário no qual a trama era exibida, como uma razão para a baixa repercussão.

### Audiência
Exibição original
Dona Xepa estreou em 21 de maio com média de 9 pontos de audiência e picos de 11 pontos, de acordo com os dados do Ibope, garantindo a vice-liderança. Após sua primeira semana de exibição, a trama foi perdendo audiência, contabilizado média de 7 pontos de audiência, ficando na maioria das vezes na terceira colocação. Dona Xepa registrou seu recorde negativo de audiência em 21 de junho quando atingiu apenas 3 pontos.  Em sua reta final, porém, a trama se tornou mais ágil e conseguiu elevar os índices, chegando em 4 de setembro à média de 11 pontos de audiência.
Reprise
No capítulo de estreia da reprise, Dona Xepa estreou marcando apenas 2,5 pontos, considerados insatisfatórios. Enquanto Prova de Amor chegou a atingir a liderança com picos de 9 pontos, Dona Xepa continuou abaixo do esperado, figurando nos 3 pontos.

## Prêmios e indicações
| Ano  | Prêmio                           | Categoria           | Indicação   | Resultado | Ref.          |
| ---- | -------------------------------- | ------------------- | ----------- | --------- | ------------- |
| 2013 | FyMTI                            | Melhor Telenovela   | Dona Xepa   | Venceu    | [ 28 ] [ 28 ] |
| 2013 | FyMTI                            | Melhor Tema Musical | "A Xepa"    | Venceu    | [ 28 ] [ 28 ] |
| 2014 | Seoul Drama International Awards | Melhor Série Drama  | Dona Xepa   | Indicado  | [ 29 ]        |
| 2014 | Seoul Drama International Awards | Melhor Atriz        | Ângela Leal | Indicado  | [ 29 ]        |